# الولايات المتحدة والمحكمة الجنائية الدولية
الولايات المتحدة ليست دولة طرف في نظام روما الأساسي للمحكمة الجنائية الدولية (نظام روما)، الذي أسس المحكمة الجنائية الدولية في عام 2002.

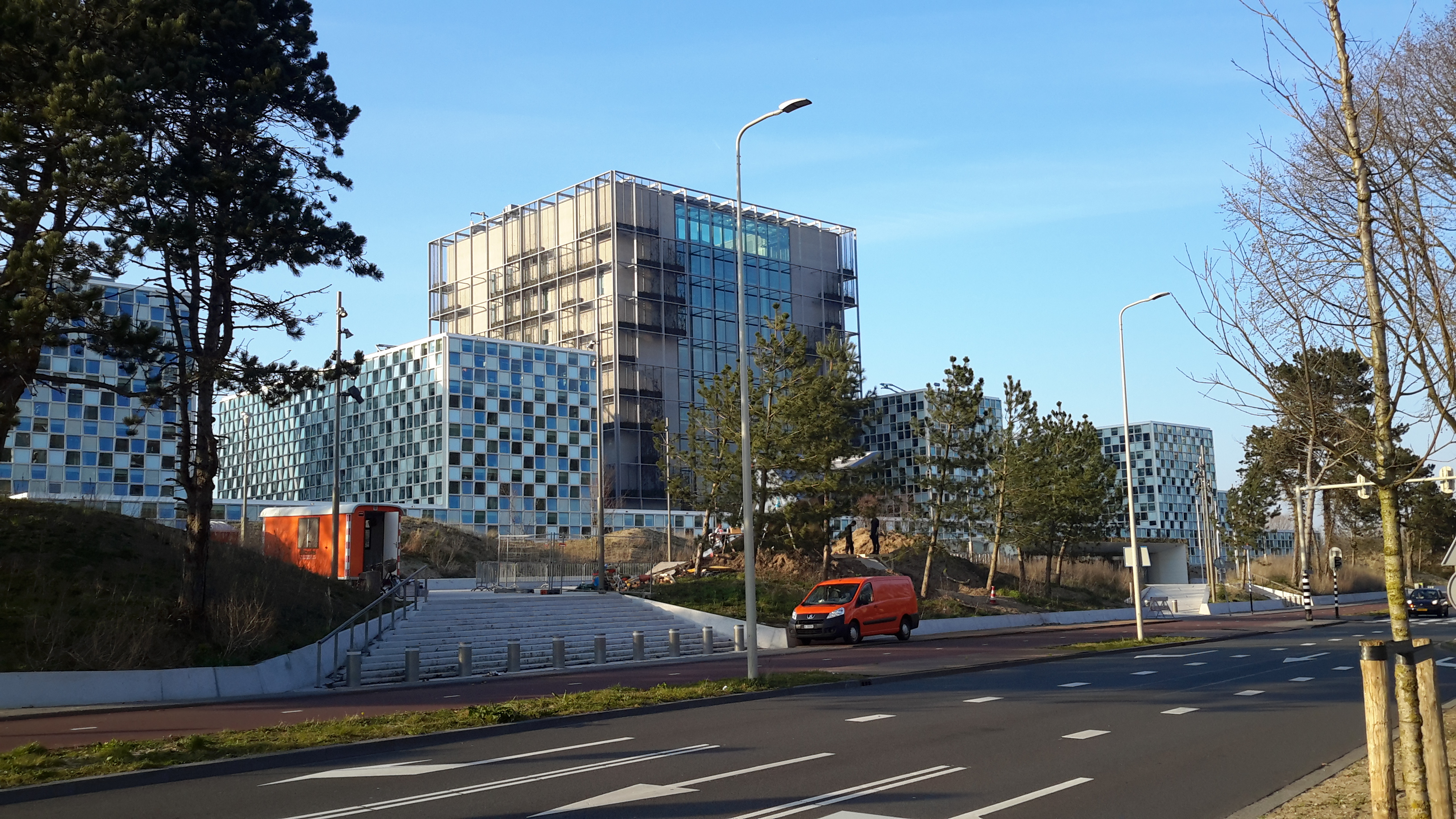
المحكمة الجنائية الدولية في لاهاي.

اعتبارًا من فبراير 2024، بلغ عدد الدول الأعضاء في المحكمة 124 دولة. وتشمل الدول الأخرى التي لم تصبح أطرافًا في نظام روما الهند وإندونيسيا والصين. في 6 مايو 2002، سحبت الولايات المتحدة، التي سبق أن وقعت على نظام روما، توقيعها رسميًا وأشارت إلى أنها لا تنوي التصديق على الاتفاقية.
لقد تباينت سياسة الولايات المتحدة فيما يتعلق بالمحكمة الجنائية الدولية على نطاق واسع. فقد وقعت إدارة كلينتون على نظام روما الأساسي في عام 2000، لكنها لم تعرضه على مجلس الشيوخ للتصديق عليه. أما إدارة جورج دبليو بوش، وهي الإدارة الأمريكية وقت تأسيس المحكمة الجنائية الدولية، فقد صرحت بأنها لن تنضم إلى المحكمة الجنائية الدولية. ثم أعادت إدارة أوباما بعد ذلك تأسيس علاقة عمل مع المحكمة بصفة مراقب.

## نظام روما
بعد سنوات من المفاوضات التي تهدف إلى إنشاء محكمة دولية دائمة لمقاضاة الأفراد المتهمين بالإبادة الجماعية وغيرها من الجرائم الدولية الخطيرة، مثل الجرائم ضد الإنسانية وجرائم الحرب وجرائم العدوان التي تم تعريفها مؤخرًا، عقدت الجمعية العامة للأمم المتحدة مؤتمرًا دبلوماسيًا لمدة خمسة أسابيع في روما في يونيو 1998 "لإتمام واعتماد اتفاقية بشأن إنشاء محكمة جنائية دولية". في 17 يوليو 1998، تم اعتماد نظام روما بأغلبية 120 صوتًا مقابل 7، مع امتناع 21 دولة عن التصويت. كانت الدول السبع التي صوتت ضد المعاهدة هي العراق وإسرائيل وليبيا والصين وقطر واليمن والولايات المتحدة.
كان الرئيس الأمريكي بيل كلينتون قد وقع على نظام روما في عام 2000، ويشكل التوقيع على المعاهدة إقراراً أولياً، ولكن المعاهدة التي يتم التوقيع عليها ولكن لا يتم التصديق عليها لا تكون ملزمة قانوناً. ولا ينشئ التوقيع التزاماً قانونياً ملزماً، ولكنه يثبت نية الدولة في فحص المعاهدة محلياً والنظر في التصديق عليها، ويلزم الدولة بالامتناع عن الأفعال التي من شأنها أن تتعارض مع هدف المعاهدة وغرضها أو تقوضهما.
صرح كلينتون بأنه لن يقدم مشروع القرار إلى مجلس الشيوخ لأخذ رأيه وموافقته على التصديق عليه قبل أن تتاح للحكومة الأميركية فرصة تقييم أداء المحكمة، ومع ذلك فقد أيد الدور المقترح للمحكمة الجنائية الدولية وأهدافها:
وبعد أن بلغ عدد التصديقات على نظام روما 60 تصديقاً في عام 2002، أرسلت إدارة الرئيس جورج دبليو بوش مذكرة إلى الأمين العام للأمم المتحدة في السادس من مايو/أيار 2002. وأبلغت المذكرة الأمين العام بأن الولايات المتحدة لم تعد تنوي التصديق على نظام روما، وأنها لا تعترف بأي التزام تجاه نظام روما. وبالإضافة إلى ذلك، ذكرت الولايات المتحدة أن نيتها في عدم أن تصبح دولة طرفاً ينبغي أن تنعكس في قائمة الوديع التابعة للأمم المتحدة. وذلك لأن الموقعين ملزمون بعدم تقويض هدف وغرض المعاهدة وفقاً للمادة 18 من اتفاقية فيينا لقانون المعاهدات، والتي يشار إليها أحياناً أيضاً باسم التزامات حسن النية. ووفقاً لائتلاف المنظمات غير الحكومية الأمريكية من أجل المحكمة الجنائية الدولية ، فإن الولايات المتحدة تستطيع أن تتعاون مع المحكمة من خلال إعادة تنشيط توقيعها على نظام روما من خلال تقديم خطاب إلى الأمين العام.

## شروط خاصة للتصديق الأمريكي
لا تصبح المعاهدة جزءًا من القانون البلدي للأمة إلا بعد التصديق عليها أو قبولها أو الانضمام إليها. في الولايات المتحدة، يمنح الدستور الرئيس سلطة التفاوض على المعاهدات بموجب بند المعاهدة في المادة الثانية. يجب على الرئيس بعد ذلك تقديم المعاهدة إلى مجلس الشيوخ للحصول على المشورة والموافقة على التصديق، ويجب على مجلس الشيوخ الموافقة على المعاهدة بأغلبية الثلثين قبل أن تدخل حيز التنفيذ. يجوز لمجلس الشيوخ تقديم تعديلات أو تحفظات أو تفسيرات إلى الرئيس فيما يتعلق بالمعاهدة. بمجرد التصديق عليها، تكون المعاهدات عمومًا نافذة ذاتيًا - على الأقل من منظور الدول الأخرى - حيث تلزم الدولة المصدقة نفسها بالمعاهدة بشكل كامل كمسألة تتعلق بالقانون الدولي العام والشرف الوطني وحسن النية. ومع ذلك، في الولايات المتحدة، لا تصبح المعاهدة سارية المفعول فورًا كقانون محلي أمريكي عند دخولها حيز النفاذ، وهو ما يحدث فقط إذا كانت المعاهدة نافذة ذاتيًا. في قضية فوستر ضد نيلسون 27 US 253 (1829)، أوضحت المحكمة العليا للولايات المتحدة أن المعاهدات تكون نافذة ذاتيا إذا لم يكن التشريع المصاحب ضروريا للتنفيذ. والمعاهدة التي تتطلب إجراءات إضافية ليست نافذة ذاتيا؛ فهي من شأنها أن تخلق التزاما دوليا للولايات المتحدة، لكنها لن يكون لها أي تأثير على القانون المحلي.
ومع ذلك، فإن الأحكام المحصنة للقانون البلدي - مثل دستور دولة طرف أو قوانين أساسية أخرى - قد تتسبب في عدم إمكانية تنفيذ المعاهدة بالكامل في القانون البلدي إذا كانت تتعارض مع تلك الأحكام الراسخة. تحتوي المادة السادسة من دستور الولايات المتحدة على بند التفوق، الذي يمنح جميع المعاهدات التي تم التصديق عليها وفقًا للدستور تأثير القانون الفيدرالي. في الولايات المتحدة، إذا وجد أن المعاهدة قابلة للتنفيذ الذاتي، فإنها ستسبق قانون الولاية المتعارض والتشريعات السابقة. وقد تناولت المحكمة العليا للولايات المتحدة هذه القضية في قضية Ware v. Hylton 3 US 199 (1796)، حيث وجدت أن المعاهدة المعنية كانت قابلة للتنفيذ الذاتي وألغت قانون ولاية غير متناسق. ومع ذلك، لا يمكن للمعاهدة أن تسبق الدستور نفسه (كما ورد في قضية ريد ضد كوفيرت 354 الولايات المتحدة 1 (1957)). وبالتالي، لكي تكون المعاهدة قابلة للتنفيذ داخل الولايات المتحدة، قد يكون من الضروري تعديل الدستور. وإلا، فقد يُعَد نصوص المعاهدة غير دستوري وبالتالي يتم إلغاؤها من قبل المحاكم. ومن الأمثلة على الحالات التي حدث فيها هذا خارج الولايات المتحدة عندما صادقت أيرلندا على نظام روما الأساسي. وكان رد الحكومة الأيرلندية هو إجراء استفتاء وطني حول هذه القضية في عام 2001، وبعد ذلك عدلت الحكومة دستورها لإدخاله حيز التنفيذ. إن مسألة ما إذا كان نظام روما الأساسي يتطلب إدخال تعديلات على دستور الولايات المتحدة حيز التنفيذ هي مسألة نقاش داخل الولايات المتحدة. ومع ذلك، يعتقد العديد من العلماء والخبراء أن نظام روما الأساسي متوافق مع دستور الولايات المتحدة.

## أنظر أيضًا
- حقوق الإنسان في الولايات المتحدة
- المحكمة الجنائية الدولية وغزو العراق عام 2003
- جرائم الحرب الأمريكية